# К'юсік (Вашингтон)
К'юсік (англ. Cusick) — місто (англ. town) в США, в окрузі Понд-Орей штату Вашингтон. Населення — 153 особи (2020).

## Географія
К'юсік розташований за координатами 48°20′0″ пн. ш. 117°17′46″ зх. д. / 48.33333° пн. ш. 117.29611° зх. д. (48.333269, -117.296221).  За даними Бюро перепису населення США в 2010 році місто мало площу 1,16 км², уся площа — суходіл. В 2017 році площа становила 1,34 км², з яких 1,34 км² — суходіл та 0,00 км² — водойми.

## Демографія
Згідно з переписом 2010 року, у місті мешкало 207 осіб у 86 домогосподарствах у складі 56 родин. Густота населення становила 179 осіб/км².  Було 101 помешкання (87/км²).
Расовий склад населення:
| - 73,4 % — білих - 19,8 % — корінних американців - 2,4 % — чорних або афроамериканців - 1,4 % — осіб інших рас |

До двох чи більше рас належало 2,9 %. Частка іспаномовних становила 3,4 % від усіх жителів.
За віковим діапазоном населення розподілялося таким чином: 24,6 % — особи молодші 18 років, 62,4 % — особи у віці 18—64 років, 13,0 % — особи у віці 65 років та старші. Медіана віку мешканця становила 42,8 року. На 100 осіб жіночої статі у місті припадало 135,2 чоловіків;  на 100 жінок у віці від 18 років та старших — 116,7 чоловіків також старших 18 років.
За межею бідності перебувало 48,1 % осіб, у тому числі 88,9 % дітей у віці до 18 років та 8,1 % осіб у віці 65 років та старших.
Цивільне працевлаштоване населення становило 24 особи. Основні галузі зайнятості: освіта, охорона здоров'я та соціальна допомога — 50,0 %, роздрібна торгівля — 20,8 %, мистецтво, розваги та відпочинок — 20,8 %.